# A Prince in a Pawnshop
A Prince in a Pawnshop è un film muto del 1916 diretto da Paul Scardon.

## Trama
Il banchiere David Solomon fa pagare ai suoi ricchi clienti tassi esorbitanti impiegando il ricavato per soccorrere i poveri del quartiere. Maurice, suo figlio, non è altrettanto caritatevole e quando sente alcune voci che girano su sua moglie Mary, la butta fuori di casa. La donna dà alla luce il loro bambino che cresce poveramente. David, che fa volontariato nel quartiere, si prende cura di loro ignorando che quella è sua nuora e il piccolo è il suo nipotino. Quando lo scopre, riconcilia il figlio con la moglie, riunendo alla fine tutta la famiglia.

## Produzione
Il film fu prodotto dalla Vitagraph Company of America (come A Blue Ribbon Feature).

## Distribuzione
Distribuito dalla Greater Vitagraph (V-L-S-E), il film uscì nelle sale cinematografiche statunitensi il 16 ottobre 1916.